# Sosibia nigrispina
Sosibia nigrispina är en insektsart som beskrevs av Carl Stål 1875. Sosibia nigrispina ingår i släktet Sosibia och familjen Diapheromeridae. Inga underarter finns listade i Catalogue of Life.